# كورديليا بريطانيا
كانت الملكة كورديليا الملكة الأسطورية للبريطونيون، كما تتناقله جيفري مونماوث.
وكانت الابنة الصغرى للير والملكة الحاكمة الثانية من مرحلة ما قبل بريطانيا الرومانية.
لا يوجد أي دليل تاريخي مستقل عن وجودها.

## الأسطوررة
كورديليا هي الأبنة المفضلة للير، والشقيقة الصغرى لغونيرل وريغان.
عندما قرر لير تقسيم مملكته بين بناته وأزواجهن، رفضت كورديليا التملق له. وردا على ذلك رفض لير أعطائها أي أرض في بريطانيا أو مباركتها في أي زواج.
أجانيبوس، ملك الفرنجة، تودد لها ومنحه لير مباركته للزواج لكنه نفى له أي مهر.
ثم انتقلت إلى بلاد الغال، وعاشت هناك لسنوات عديدة.
نفي لير في نهاية المطاف من بريطانيا وهرب إلى كورديليا في بلاد الغال، وسعت لاستعادة عرشه الذي كان قد استولى عليه ازواج بناته الأخريات.
وحشدت جيشا وغزت بريطانيا وهزمت الدوقات الحاكمة واستعاد لير عرشه.
بعد وفاة لير بثلاث سنوات، توفي زوجها أجانيبوس وعادت كورديليا لبريطانيا وتوجت ملكة.
حكمت كورديليا سلميا لمدة خمس سنوات حتى أبناء أخواتها، كونيداجيوس ومارجانوس، دوقات كورنوال وألباني، على التوالي، قاموا بأحتقار حكم المرأة عندما يدعون النسب الصحيح للحكم.
حشدوا الجيوش وحاربوا كورديليا، التي قاتلت شخصيا في العديد من المعارك.
وإعتقلت في نهاية المطاف وسجنت من قبل أبناء بلدها. وانتحرت في حزنها. نجح كونيداجيوس بالسيطرة على ملكية بريطانيا في أراضي جنوب غرب هامبر.
وحكم مارجانوس منطقة شمال شرق هامبر. واندلعت الحرب الأهلية بينهما بعد فترة وجيزة. هُزم خلالها مارجانوس وقُتل.

## في الثقافة

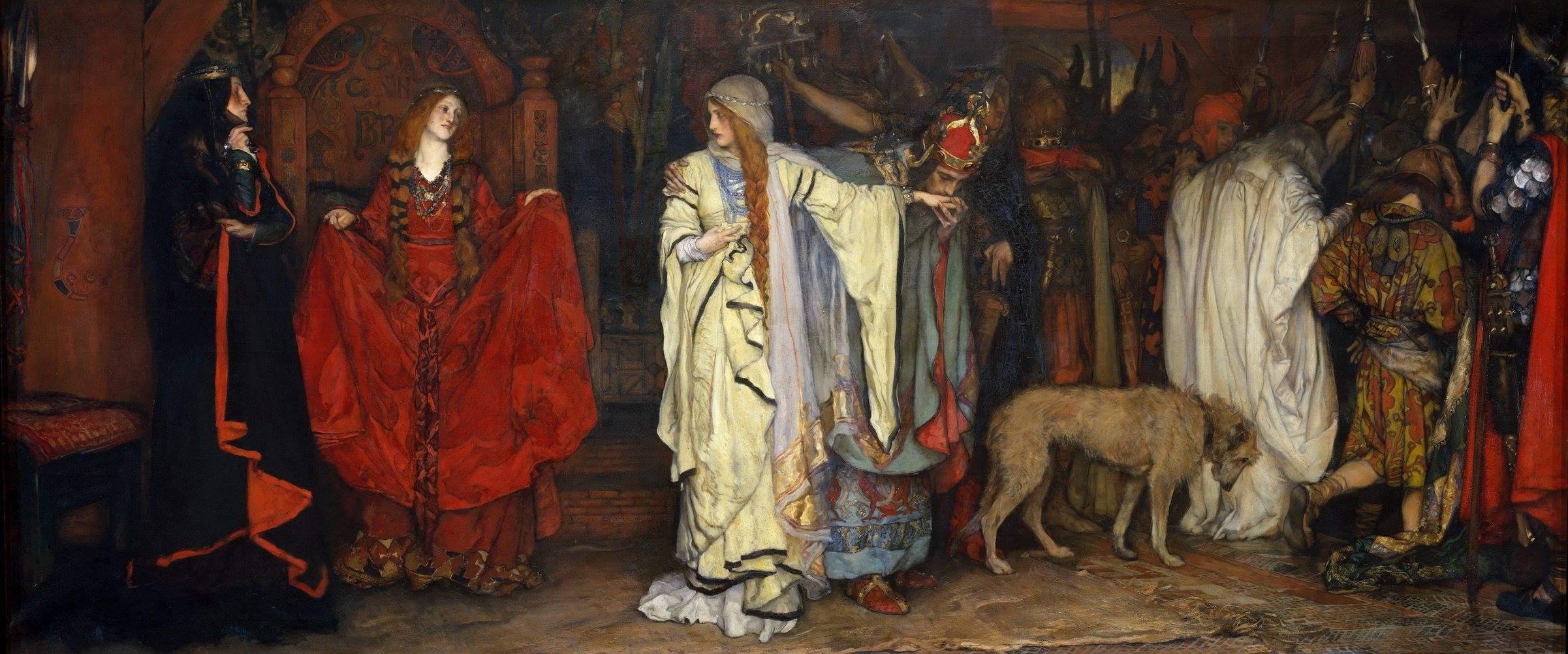
أدوين دير أوستن (1852-1911) الملك لير، وداعا كورديليا

وقد استخدمت القصة التي كتبها شكسبير في مسرحيته الملك لير.
في إصدار شكسبير، وغزو كورديليا لبريطانيا غير الناجح.
فقد قبض عليها وقُتلت، ووالدها لم يستعيد العرش.
قبل شكسبير، تم استخدام القصة أيضا في ملحمة ادموند سبنسر في ملكة الجن والمسرحية المجهول الملك لير.
شعبية كورديليا في هذه الفترة هو على الارجح بسبب دورها كملكة بطولية كانت تعادل الملكة إليزابيث الأولى.